# Fernando Gamio Palacio
Pedro Fernando Gamio Palacio, (Lima, 15 de febrero de 1909 - Lima, 1985) abogado, historiador, profesor, escritor y diplomático peruano. Fue también regidor de la Municipalidad de Lima (1931-1944) y ministro de Relaciones Exteriores, en diciembre de 1955.

## Biografía
Fue hijo de Pedro F. Gamio Suárez e Isabel Palacio Velarde. Estudió en el Colegio de la Inmaculada, de los padres jesuitas. En 1925 pasó a cursar sus estudios superiores en la Pontificia Universidad Católica del Perú, donde se graduó de bachiller y doctor en Letras, así como bachiller en Derecho. En 1932 se recibió como abogado.
De 1931 a 1944 se desempeñó como regidor del Concejo Municipal de Lima. Durante la celebración del Cuarto Centenario de la fundación de la ciudad (1935), promovió el Primer Congreso Nacional de Alcaldes, así como otros eventos culturales.
El 17 de agosto de 1936 se casó con Juana (Nita) Ferreyros Rubio, con quien tuvo tres hijas: Juana (Nita), Ana María y Luisa.
Ejerció la docencia en la Facultad de Derecho de la Universidad Católica, en el Instituto Pedagógico Nacional de Varones y en la Escuela Militar de Chorrillos.
Durante el gobierno del general Manuel A. Odría fue prefecto de Arequipa (1950-1953), embajador en Bolivia (1954-1955), ministro de Relaciones Exteriores (menos de un mes, en diciembre de 1955) y embajador en Brasil (1956).
Sus restos mortales descansan en el Cementerio El Ángel.

## Obras publicadas
- El régimen local y el municipio a través de la historia (1935).
- Semblanzas heroicas (1941), dedicadas al comandante Espinar, el coronel Arias Aragüez y el capitán de navío Astete, héroes peruanos de la guerra del Pacífico.
- El Libertador Generalísimo San Martín (1942).
- La Municipalidad de Lima y la Emancipación, 1821 (1944 y 1971, esta última editada por la Comisión Municipal del Sesquicentenario de la Independencia Nacional.).
- El proceso de la Emancipación y las actas de la declaración y jura de la Independencia (1971).
- A la gloria del gran almirante Grau (1973).
- A la gloria del coronel Bolognesi y los héroes de Arica (1975).
- Los abogados en las grandes causas nacionales (1976).
- Significación histórica y jurídica de la Emancipación y la capitulación de Ayacucho (1979).
- Tratado sobre Faustino Sánchez Carrión (edición póstuma, 1986).

| Predecesor: David Aguilar Cornejo | Ministro de Relaciones Exteriores del Perú 2 de diciembre de 1955 a 24 de diciembre de 1955 | Sucesor: Luis Edgardo Llosa |